# Sportjahr 1905
Liste der Sportjahre

◄◄ | ◄ | 1901 | 1902 | 1903 | 1904 | Sportjahr 1905 | 1906 | 1907 | 1908 | 1909 | ► | ►►

Weitere Ereignisse  · Motorsportjahr

## Ereignisse

### Badminton
Höhepunkte des Badmintonjahres 1905 waren die All England und die Irish Open.

#### Internationale Veranstaltungen
| Veranstaltung | Herreneinzel         | Dameneinzel  | Herrendoppel                              | Damendoppel                   | Mixed                              |
| ------------- | -------------------- | ------------ | ----------------------------------------- | ----------------------------- | ---------------------------------- |
| All England   | Henry Norman Marrett | Meriel Lucas | C. T. J. Barnes Stewart Marsden Massey    | Ethel B. Thomson Meriel Lucas | Henry Norman Marrett Hazel Hogarth |
| Irish Open    | Henry Norman Marrett | -            | Henry Norman Marrett Albert Davis Prebble | Meriel Lucas Ethel B. Thomson | Norman Wood Hazel Hogarth          |

### Fußball

#### Meisterschaften
- 9. April: Juventus Turin wird italienischer Meister.
- 16. April: Der Grasshopper Club Zürich wird Schweizer Meister.

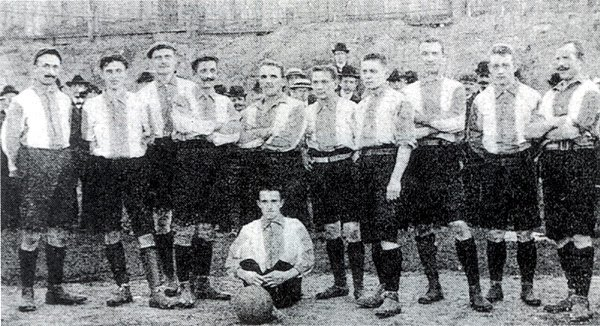
Deutscher Meister 1904/05 Berliner TuFC Union: Kurt Heinrich, Emil Reinke, Otto Kähne, Alfred Wagenseil, Paul Herzog, Richard Girulatis, Alexander Bock, Thiel, Willi Pisara, Felix Jurga; vorne: Willy Krüger.

- 11. Juni: Die Berliner TuFC Union 92 wird deutscher Meister.
- Newcastle United wird erstmals englischer Fußballmeister.

#### Vereinsgründungen

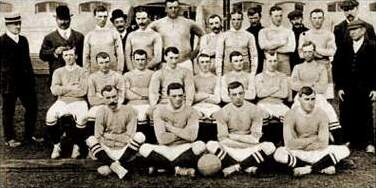
Das Team des FC Chelsea von 1905

- 10. März: Der englische Fußballverein FC Chelsea wird im Londoner Stadtteil Fulham gegründet.
- 3. April: Einwanderer aus Italien gründen in La Boca, einem Armenviertel von Buenos Aires, den Fußballverein Boca Juniors.
- 3. Mai: Der 1. Bielefelder FC Arminia wird gegründet.
- 22. Mai: Der Verein Fußball Innsbruck wird gegründet.
- 3. August: Der FC Mühlburg wird gegründet.

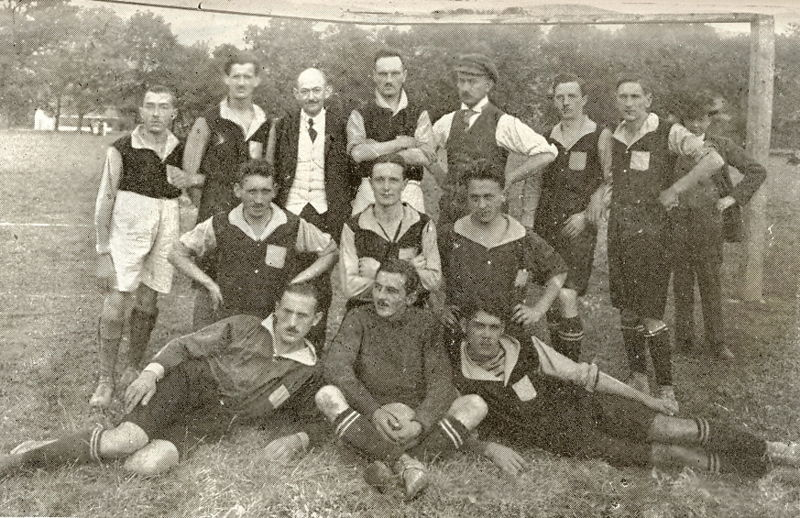
Gründungsmannschaft der 'neuen' Admira

- 1. Oktober: Durch Fusion zweier Jedleseer Fußballvereine entsteht der 1. Groß-Floridsdorfer SK Admira.
- November: Der FC Teutonia München wird gegründet.

### Gewichtheben
- Die International Weightlifting Federation mit Sitz in Budapest wird gegründet.

### Hockey
- 5. November: Der Berliner Hockey Club wird gegründet.

### Leichtathletik

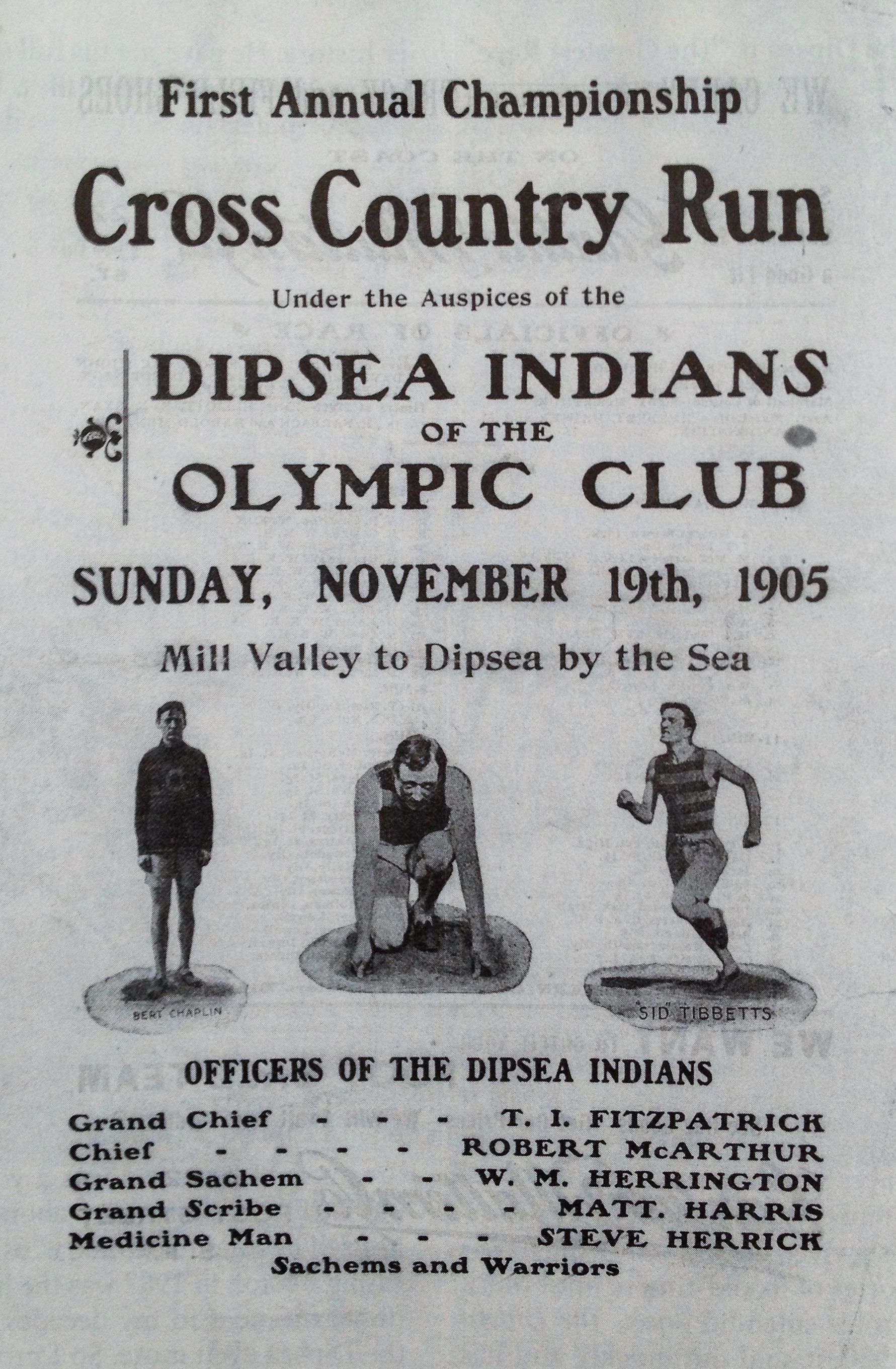
Titelblatt des ersten Programmheftes

- 19. November: In Mill Valley, Kalifornien, wird das erste Dipsea Race durchgeführt, heute die zweitälteste Laufveranstaltung in den Vereinigten Staaten nach dem Boston Marathon.
- Helen Kempton, USA, springt im Dreisprung der Damen 8,22 m.

### Radsport

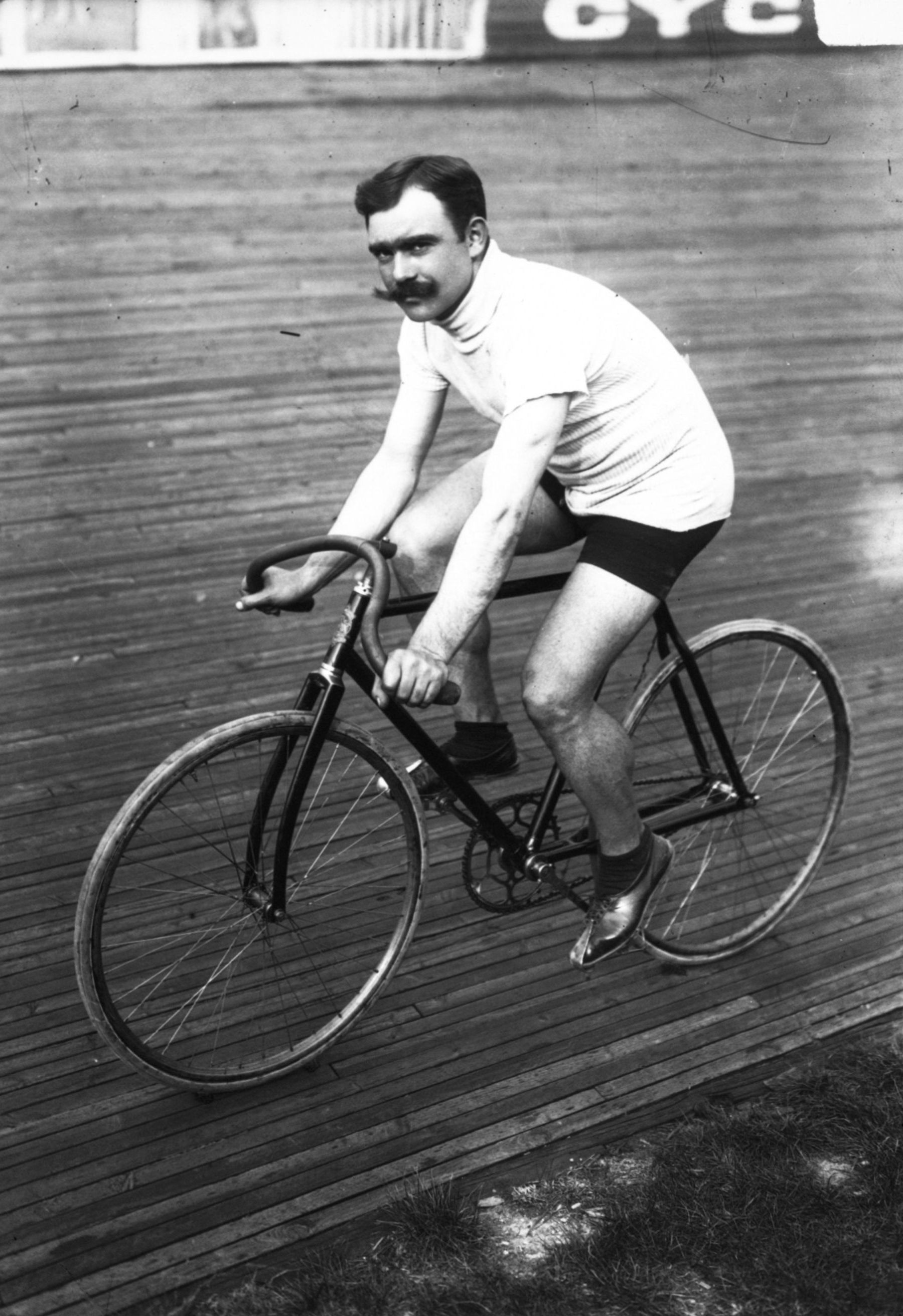
Louis Trousselier ist der erfolgreichste Radfahrer des Jahres

- Ostersonntag: Louis Trousselier gewinnt das Rennen Paris–Roubaix.
- 18. Juni: Auf der neu errichteten Velorennbahn St. Gallen findet die erste Veranstaltung statt. Eine Woche später erfolgt die offizielle Eröffnung.
- 9. bis 30. Juli: Louis Trousselier gewinnt die Tour de France 1905.
- 16., 21. und 23. Juli: Die UCI-Bahn-Weltmeisterschaften 1905 finden auf der Radrennbahn von Antwerpen statt.
- 7. September: Die Radfernfahrt Köln–Breslau wird gestartet. Es ist das längste jemals auf deutschem Boden durchgeführte Radrennen. Sieger wird der Berliner Otto Goetzke, der für die Strecke 54 Stunden, 37 Minuten und 50 Sekunden benötigt.
- Mitte Oktober: Die Lombardei-Rundfahrt wird erstmals durchgeführt. Sieger ist Giovanni Gerbi.

### Rudern
- Oxford besiegt Cambridge im Boat Race.

### Ringen
- 8. April: In Berlin werden die Weltmeisterschaften im Ringen ausgetragen.
- 11. Juni: Duisburg ist Gastgeber eines „inoffiziellen“ Weltmeisterschaftsturniers.

### Rugby
- 18. März: Wales gewinnt die Home Nations Championship 1905.

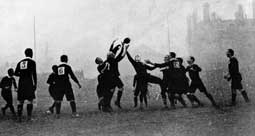
Länderspiel Wales-Neuseeland 1905

- 16. September: Die Original All Blacks, das Neuseeländische Nationalteam, beginnen eine fünfmonatige Tour durch die Britischen Inseln, Frankreich und die Vereinigten Staaten. Von den 35 Spielen in dieser Zeit verlieren sie nur ein einziges gegen Wales.

### Schwimmen

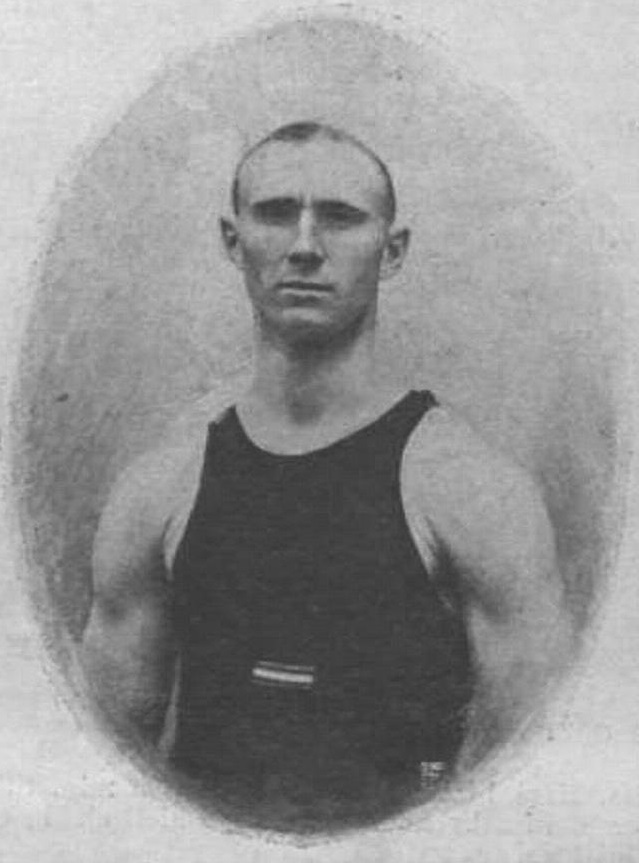
Zoltán von Halmay 1905

- 3. Dezember: Zoltán von Halmay, Ungarn, schwimmt in Wien die 100 Meter Freistil in 01:05,8. Dieser erste Schwimmrekord wird fast drei Jahre Bestand haben.

### Turnen
- 22./23. April: In Bordeaux finden die zweiten Turnweltmeisterschaften statt. Es werden nur fünf Wettbewerbe für Männer ausgetragen: Mehrkampf, Reck, Barren, Pauschenpferd, sowie ein Mannschafts-Wettkampf. Die dominierende Nation ist Frankreich, das sich nahezu alle Medaillen sichern kann.

### Wintersport

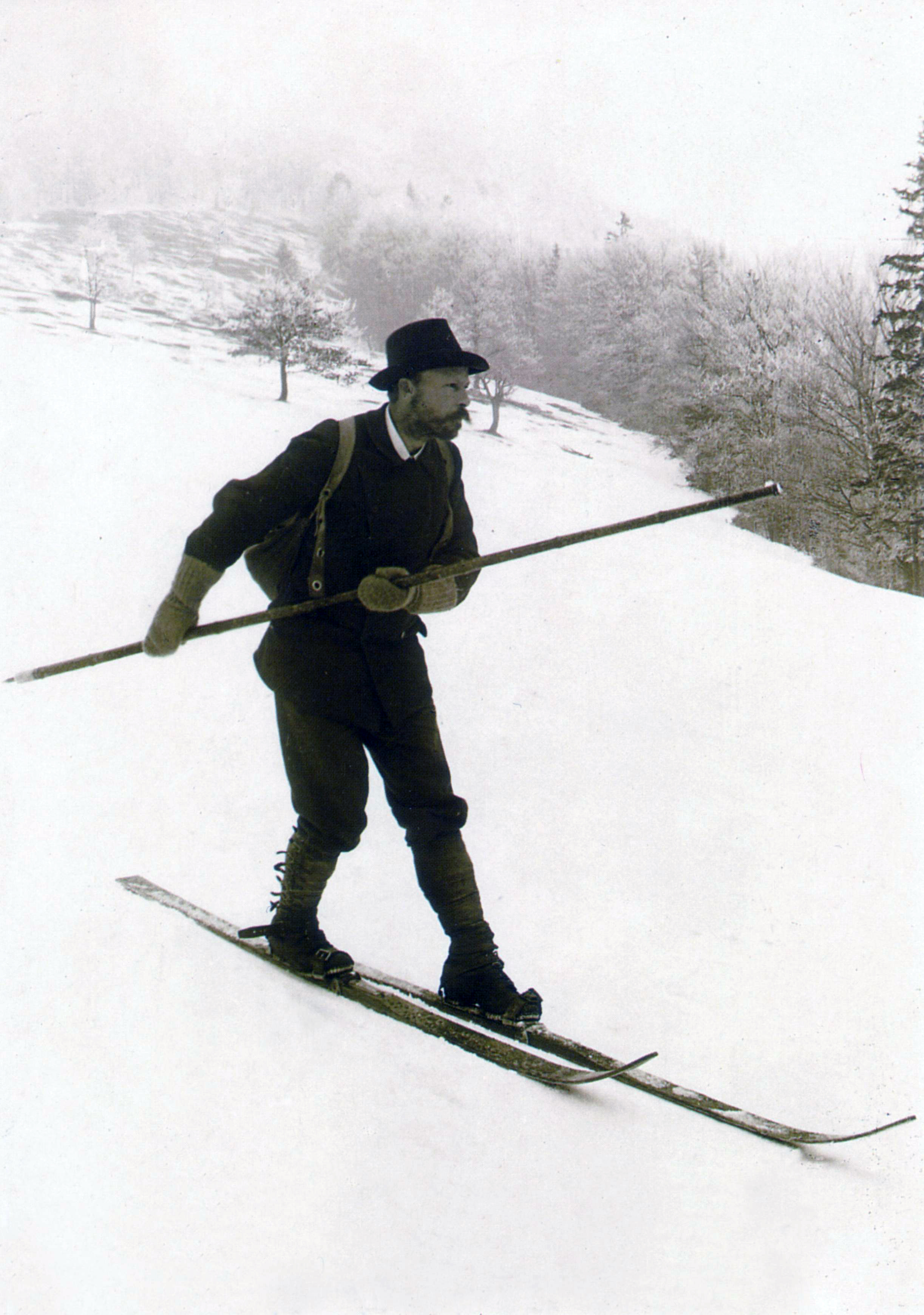
Mathias Zdarsky präsentiert seine alpine Skilauftechnik, 1905

- Jänner: Der österreichische Skipionier Mathias Zdarsky führt die erste Steilabfahrt durch.
- 22. Januar: Der Österreicher Max Bohatsch gewinnt die Eiskunstlauf-Europameisterschaft 1905 in Bonn.
- 4. bis 12. Februar: In Stockholm und Östersund werden in einem den Olympischen Spielen vergleichbaren Vierjahresrhythmus zum zweiten Mal Nordische Spiele durchgeführt.
- 5./6. Februar: Die im Rahmen der Nordischen Spiele durchgeführte Eiskunstlauf-Weltmeisterschaft 1905 in Stockholm ist die letzte, bei der es nur eine Herrenkonkurrenz gibt. Weltmeister wird Ulrich Salchow aus Schweden vor Europameister Max Bohatsch.
- 19. März: Mathias Zdarsky organisiert nach seiner Erfindung eines neuen Skischwungs bei Lilienfeld den ersten Torlauf der Skigeschichte.
- Die Ottawa Senators gewinnen den Stanley Cup.

### Sonstiges
- 24. Mai: Während einer Sitzung des House of Commons wird die British Olympic Association gegründet.

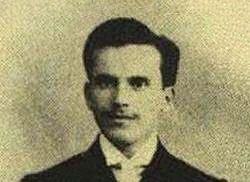
Ali Sami Yen

- 1. Oktober: Ali Sami Yen gründet mit mehreren Gleichgesinnten in Istanbul den Mehrsportverein Galatasaray Spor Kulübü – wegen des geltenden Vereinsverbots im Osmanischen Reich noch inoffiziell. Ab dem 20. Oktober wird im Verein auch Fußball gespielt.
- Der polnische Sportverein CWKS Resovia wird gegründet.

## Geboren

### Januar
- 01. Januar: Ban Motohiko, japanischer Skispringer und Skisportfunktionär († 1998)
- 01. Januar: Josef Göbl, österreichischer Eishockeyspieler und -schiedsrichter († 1971)
- 04. Januar: Tore Keller, schwedischer Fußballspieler († 1988)
- 04. Januar: Cesare Milani, italienischer Ruderer († 1956)
- 04. Januar: László Papp, ungarischer Ringer († 1989)
- 05. Januar: Jean Van Buggenhout, belgischer Radrennfahrer († 1974)
- 06. Januar: André Cherrier, französischer Leichtathlet († 1979)
- 12. Januar: Giovanni Lattuada, italienischer Turner († 1984)
- 12. Januar: Adolf Rubi, Schweizer Skisportler und Bergsteiger († 1988)
- 13. Januar: Jack London, britischer Leichtathlet († 1966)
- 14. Januar: Sven Rydell, schwedischer Fußballspieler († 1975)
- 16. Januar: Ettore Tavernari, italienischer Leichtathlet († 1981)
- 17. Januar: Paul McDowell, US-amerikanischer Ruderer († 1962)
- 19. Januar: Max Amann, deutscher Schwimmer und Wasserballspieler († 1945)
- 19. Januar: Václav Antoš, tschechoslowakischer Schwimmer († 1978)
- 19. Januar: Lillian Birkenhead, britische Schwimmerin († 1979)
- 23. Januar: Erich Borchmeyer, deutscher Leichtathlet († 2000)
- 26. Januar: Marceau Fourcade, französischer Ruderer († unbekannt)
- 26. Januar: Pier Luigi Vestrini, italienischer Ruderer († 1989)
- 26. Januar: Inge Wersin-Lantschner, österreichische Skirennläuferin († 1997)
- 27. Januar: Burhan Atak, türkischer Fußballspieler und -schiedsrichter († 1987)
- 28. Januar: Hans Wichmann, deutscher Leichtathlet († 1981)
- 30. Januar: Jerzy Koszutski, polnischer Radrennfahrer († 1960)
- 30. Januar: Max Walter, deutscher Gewichtheber († 1987)
- 31. Januar: Theodor Burkhardt, deutscher Fußballnationalspieler († 1958)

### Februar
- 01. Februar: Eddie Murphy, US-amerikanischer Eisschnellläufer († 1973)
- 02. Februar: Roberto Cortés, chilenischer Fußballtorhüter († 1975)
- 02. Februar: Ali Gençay, türkischer Fußballspieler († 1957)
- 05. Februar: Tracy Jaeckel, US-amerikanischer Fechter und Fechtsportfunktionär († 1969)
- 07. Februar: Mihai Tänzer, rumänisch-ungarischer Fußballspieler und -trainer († 1993)
- 09. Februar: David Cecil, 6. Marquess of Exeter, britischer Leichtathlet und langjähriger IAAF-Präsident († 1981)
- 09. Februar: Adolf Ehrnrooth, finnischer Vielseitigkeitsreiter († 2004)
- 09. Februar: Björn Kugelberg, schwedischer Leichtathlet († 1980)
- 11. Februar: Rodolfo Choperena, mexikanischer Basketballspieler († 1969)
- 12. Februar: Lauri Kettunen, finnischer Moderner Fünfkämpfer und Fechter († 1941)
- 12. Februar: Miloš Knobloch, tschechoslowakischer Radrennfahrer († unbekannt)
- 12. Februar: Arvo Närvänen, finnischer Fußball- und Bandyspieler († 1982)
- 14. Februar: Frank Hussey, US-amerikanischer Leichtathlet und Olympiasieger († 1974)
- 14. Februar: Charles Lavaivre, französischer Eishockeyspieler († 1967)
- 15. Februar: Arthur Essing, deutscher Radrennfahrer († 1970)
- 16. Februar: Joseph Crockett, US-amerikanischer Sportschütze († 2001)
- 17. Februar: Eric Fernihough, britischer Motorradrennfahrer († 1938)
- 17. Februar: Osvald Käpp, estnischer Ringer († 1995)
- 20. Februar: Liberto Corney, uruguayischer Boxer und Boxtrainer († 1955)
- 23. Februar: Richard Czaya, deutscher Schachfunktionär und Schachspieler († 1978)
- 24. Februar: Karin Peckert-Forsman, estnische Skirennläuferin († 1970)
- 26. Februar: Maurice Raizman, französischer Schachspieler († 1974)
- 27. Februar: Lucien Dolquès, französischer Leichtathlet († 1977)
- 27. Februar: Violet Walrond, neuseeländische Schwimmerin († 1996)

### März
- 04. März: Leslie Charles Hammond, indischer Hockeyspieler († 1955)
- 07. März: Erling Andersen, US-amerikanischer Skisportler († 1993)
- 08. März: Alajos Keserű, ungarischer Wasserballspieler († 1965)
- 09. März: Héctor Lucchetti, argentinischer Fechter († unbekannt)
- 10. März: Lew Elder, kanadischer Radrennfahrer († 1971)
- 12. März: Siem Heiden, niederländischer Eisschnellläufer († 1993)
- 14. März: Herbert Heinicke, deutscher Schachspieler († 1988)
- 15. März: Jean Moulin, luxemburgischer Leichtathlet († 1988)
- 16. März: William Miller, US-amerikanischer Ruderer († 1985)
- 18. März: Benny Friedman, US-amerikanischer American-Football-Spieler und -Trainer († 1982)
- 19. März: Charlie Delahey, kanadischer Eishockeyspieler († 1973)
- 19. März: John Donnelly, kanadischer Ruderer († 1986)
- 22. März: Ángel Melogno, uruguayischer Fußballspieler († 1945)
- 23. März: Hans Fraberger, österreichischer Boxer († 1948)
- 24. März: John Rinkel, britischer Leichtathlet († 1975)
- 25. März: Robert Howland, britischer Leichtathlet († 1986)
- 28. März: Jean-Pierre Weisgerber, luxemburgischer Fußballspieler († 1994)
- 30. März: Archie Birkin, britischer Motorradrennfahrer († 1927)
- 30. März: Oda Mikio, japanischer Leichtathlet († 1998)

### April
- 01. April: Eugenio Siena, italienischer Automobilrennfahrer († 1938)
- 03. April: Doug Everett, US-amerikanischer Eishockeyspieler († 1996)
- 06. April: Friedl Iby, deutsche Kunstturnerin († 1960)
- 07. April: Georg Richter, deutscher Ruderer († 1995)
- 08. April: Joachim Büchner, deutscher Leichtathlet († 1978)
- 08. April: Bernt Evensen, norwegischer Eisschnellläufer († 1979)
- 08. April: Erwin Keller, deutscher Hockeyspieler († 1971)
- 09. April: Guy Dugdale, britischer Bobfahrer († 1982)
- 11. April: Robert Carlson, US-amerikanischer Segler († 1965)
- 11. April: Joseph Platz, deutsch-US-amerikanischer Schachspieler († 1981)
- 11. April: Erich Zander, deutscher Hockeyspieler († 1991)
- 14. April: Georg Lammers, deutscher Leichtathlet († 1987)
- 15. April: Fritz Kaufmann, Schweizer Skispringer und Nordischer Kombinierer († 1941)
- 15. April: Uno Wallentin, schwedischer Segler († 1954)
- 20. April: Jaap Meijer, niederländischer Radrennfahrer († 1943)
- 22. April: Stasys Sabaliauskas, litauischer Fußball- und Basketballspieler sowie Leichtathlet († 1927)
- 24. April: Al Bates, US-amerikanischer Leichtathlet († 1999)
- 26. April: Giacomo Gaioni, italienischer Radrennfahrer († 1988)
- 27. April: Édouard Vanzeveren, französischer Schwimmer († 1948)
- 30. April: John Kuck, US-amerikanischer Leichtathlet († 1986)
- 30. April: Heinrich Schläppi, Schweizer Bobfahrer († 1958)

### Mai
- 02. Mai: Guilherme Catramby Filho, brasilianischer Moderner Fünfkämpfer († unbekannt)
- 02. Mai: Hanns Kilian, deutscher Bobfahrer († 1981)
- 02. Mai: Rhoda Rennie, südafrikanische Schwimmerin († 1963)
- 02. Mai: Jacques Van Reyschoot, belgischer Eishockeyspieler († 1975)
- 03. Mai: Edmund Black, US-amerikanischer Leichtathlet († 1996)
- 05. Mai: Ángel Bossio, argentinischer Fußballtorhüter († 1978)
- 06. Mai: Héctor Belo, uruguayischer Fechter († 1936)
- 06. Mai: René Dreyfus, französischer Automobilrennfahrer († 1993)
- 07. Mai: Stanisław Podgórski, polnischer Radrennfahrer († 1981)
- 09. Mai: Lilí Álvarez, spanische Tennisspielerin († 1998)
- 10. Mai: Víctor Morales, chilenischer Fußballspieler († 1938)
- 10. Mai: Virgilio Tommasi, italienischer Leichtathlet († 1998)
- 12. Mai: George Julius Gulack, US-amerikanischer Turner, Turntrainer und Sportfunktionär († 1987)
- 13. Mai: Herbert Kemmer, deutscher Hockeyspieler († 1962)
- 15. Mai: Franz Barsicke, deutscher Leichtathlet († 1944)
- 15. Mai: Albert Buydens, belgischer Schwimmer († unbekannt)
- 16. Mai: Benito Contreras, mexikanischer Fußballspieler († 1972)
- 16. Mai: Ken Doherty, US-amerikanischer Zehnkämpfer († 1996)
- 16. Mai: Paavo Liettu, finnischer Leichtathlet († 1964)
- 16. Mai: Brian Oddie, britischer Leichtathlet († 1996)
- 18. Mai: William Thompson, kanadischer Skisportler und Skisportfunktionär († 1994)
- 23. Mai: Karel Hromádka, tschechoslowakischer Eishockeyspieler († 1978)
- 24. Mai: Lisl Richter-Perkaus, österreichische Leichtathletin († 1987)
- 25. Mai: Hans Tatzer, österreichischer Sportler († 1944)
- 26. Mai: René Bondoux, französischer Fechter († 2001)
- 27. Mai: Signe Johansson, schwedische Schwimmerin († 2010)
- 27. Mai: Arvīds Jurgens, lettischer Fußball- und Eishockeyspieler († 1955)
- 27. Mai: Karl Köther, deutscher Bahnradsportler († 1986)
- 28. Mai: Stefan Auer, rumänisch-ungarischer Fußballspieler († 1977)
- 30. Mai: Lawrence Knapp, US-amerikanischer Hockeyspieler († 1876)

### Juni
- 03. Juni: Jean Meeus, belgischer Eishockeyspieler († unbekannt)
- 04. Juni: Hans Gruber, deutscher Fußballspieler († 1967)
- 04. Juni: Gerard Hallock, US-amerikanischer Eishockeyspieler († 1996)
- 06. Juni: Euphrasia Donnelly, US-amerikanische Schwimmerin († 1963)
- 06. Juni: Yamada Katsumi, japanischer Skisportler († 1970)
- 07. Juni: Jim Braddock, US-amerikanischer Boxer († 1974)
- 07. Juni: Luis Casíllas, mexikanischer Moderner Fünfkämpfer († unbekannt)
- 07. Juni: Thor Porko, finnischer Radrennfahrer († 1977)
- 08. Juni: Fredy Müller, deutscher Leichtathlet († 1959)
- 09. Juni: Amilcare Canevari, italienischer Ruderer († 1987)
- 10. Juni: Bertel Backman, finnischer Eiskunstläufer († 1981)
- 11. Juni: Pedro Petrone, uruguayischer Fußballspieler († 1964)
- 12. Juni: Ray Barbuti, US-amerikanischer Sprinter und Olympiasieger († 1988)
- 12. Juni: Paul Samson, US-amerikanischer Schwimmer und Wasserballspieler († 1982)
- 13. Juni: Fritz Haller, österreichischer Gewichtheber († 1961)
- 13. Juni: Franco Riccardi, italienischer Fechter († 1968)
- 14. Juni: Alan Christie, kanadischer Leichtathlet († 2002)
- 16. Juni: Walter Glaß, deutscher Nordischer Kombinierer († 1981)
- 21. Juni: Jacques Goddet, französischer Sport-Journalist († 2000)
- 22. Juni: Jean Keller, französischer Leichtathlet († 1990)
- 24. Juni: Fred Alderman, US-amerikanischer Leichtathlet († 1998)
- 24. Juni: Hermann Schlöske, deutscher Leichtathlet und Leichtathletiktrainer († 1991)
- 26. Juni: Rudolf Klupsch, deutscher Leichtathlet († 1992)
- 26. Juni: August Momberger, deutscher Automobilrennfahrer und Ingenieur († 1969)
- 26. Juni: Jakob Schüller, deutscher Leichtathlet († 1944)
- 29. Juni: Joan Serrahima i Bofill, spanischer Leichtathlet († 1959)
- 29. Juni: Johannes Steinhardt, deutscher Leichtathlet († 1981)

### Juli
- 01. Juli: Harry Pangman, kanadischer Skilangläufer und Sportfunktionär († 1996)
- 03. Juli: John Gibson, US-amerikanischer Leichtathlet, Leichtathletiktrainer und Sportfunktionär († 2006)
- 03. Juli: August Schaffer, österreichischer Radrennfahrer († 1986)
- 05. Juli: Hermann Geißler, österreichischer Leichtathlet († 1970)
- 07. Juli: Baldur Hönlinger, österreichischer Schachmeister († 1990)
- 11. Juli: Paul Wormser, französischer Fechter († 1944)
- 14. Juli: Hans Baumann, Schweizer Moderner Fünfkämpfer († unbekannt)
- 14. Juli: Ruggero Maregatti, italienischer Leichtathlet († 1963)
- 15. Juli: Lew Wyld, britischer Radrennfahrer († 1974)
- 16. Juli: Richard Corts, deutscher Leichtathlet († 1974)
- 17. Juli: Abraham Patusca da Silveira, brasilianischer Fußballspieler († 1990)
- 17. Juli: Jacinto Quincoces, spanischer Fußballspieler und -trainer († 1997)
- 18. Juli: Hugh Caulfield Hamilton, nordirischer Automobilrennfahrer († 1934)
- 18. Juli: Charlotte Mäder, deutsche Leichtathletin († unbekannt)
- 19. Juli: Toimi Tulikoura, finnischer Leichtathlet († 1983)
- 20. Juli: Joseph Levis, US-amerikanischer Fechter († 2005)
- 24. Juli: Omobono Tenni, italienischer Motorradrennfahrer († 1948)
- 25. Juli: Georges Grignard, französischer Automobilrennfahrer († 1977)
- 30. Juli: Pedro Quartucci, argentinischer Boxer († 1983)

### August
- 02. August: Nettie Grooss, niederländische Leichtathletin († 1977)
- 04. August: Edgar Bruun, norwegischer Leichtathlet († 1985)
- 05. August: Étienne Laisné, französischer Geher († 1997)
- 07. August: Armas Wahlstedt, finnischer Leichtathlet († 1991)
- 08. August: Luigi Bosatra, italienischer Leichtathlet († 1981)
- 08. August: André Dufau, französischer Leichtathlet († 1990)
- 08. August: Siegfried Lerdon, deutscher Fechter († 1964)
- 11. August: George Dempsey, australisch-US-amerikanischer Radrennfahrer († 1985)
- 13. August: Charlotte Machmer, österreichische Leichtathletin († 1997)
- 15. August: Manfred von Brauchitsch, deutscher Automobilrennfahrer († 2003)
- 15. August: René Hournon, französischer Radrennfahrer († 1979)
- 20. August: Trygve Brodahl, norwegischer Skilangläufer († 1996)
- 20. August: André Giriat, französischer Ruderer († 1967)
- 20. August: Hans Vinjarengen, norwegischer Skisportler († 1984)
- 22. August: Roy Hinkel, kanadischer Eishockeyspieler († 1981)
- 23. August: Phyllis King, britische Tennisspielerin († 2006)
- 25. August: Wilhelm Ernst, deutscher Schachspieler († 1952)
- 26. August: Per Samuelshaug, norwegischer Skilangläufer († 1990)
- 26. August: Zoltán Zsitva, ungarischer Leichtathlet († 1996)
- 27. August: Paul Gehlhaar, deutscher Fußballspieler († 1968)
- 29. August: Dhyan Chand, indischer Hockeyspieler († 1979)
- 29. August: Murakoso Kōhei, japanischer Leichtathlet und Leichtathletiktrainer († 1998)
- 31. August: Otto Cordes, deutscher Schwimmer und Wasserballspieler († 1970)
- 31. August: El Sayed Mohammed Nosseir, ägyptischer Gewichtheber († 1977)

### September
- 02. September: Harry Hart, südafrikanischer Leichtathlet († 1979)
- 03. September: Erik Rylander, schwedischer Skispringer († 1976)
- 03. September: Simeon Toribio, philippinischer Leichtathlet († 1969)
- 03. September: Willy Tschopp, Schweizer Leichtathlet († 1987)
- 07. September: Eskil Lundahl, schwedischer Schwimmer († 1992)
- 12. September: Helmut Körnig, deutscher Leichtathlet († 1972)
- 12. September: Émile Lachapelle, Schweizer Ruderer und Segler († 1988)
- 13. September: Jimmy Foster, britischer Eishockeytorhüter († 1969)
- 13. September: Harry Fry, kanadischer Ruderer († 1985)
- 13. September: Leni Junker, deutsche Sprinterin († 1997)
- 14. September: Petronella van Randwijk, niederländische Turnerin († 1978)
- 15. September: Emil Lohbeck, deutscher Basketballspieler († 1944)
- 15. September: Pat O’Callaghan, irischer Hammerwerfer und Olympiasieger († 1991)
- 18. September: Jean-Gunnar Lindgren, schwedischer Leichtathlet († 1983)
- 19. September: Giuseppe Cavanna, italienischer Fußballtorhüter († 1976)
- 19. September: Akilles Järvinen, finnischer Leichtathlet († 1943)
- 20. September: Haas Visser ’t Hooft, niederländischer Hockeyspieler († 1977)
- 22. September: Marie Vierdag, niederländische Schwimmerin († 2005)
- 25. September: Erich Herker, deutscher Eishockeyspieler († 1990)
- 25. September: Giovanni Turba, italienischer Leichtathlet († 1994)
- 25. September: Marius Zwiller, französisch-US-amerikanischer Schwimmer und Wasserballspieler († 2000)
- 26. September: Karl Rappan, österreichischer Fußballspieler und Fußballtrainer († 1995)
- 26. September: Max Bulla, österreichischer Radrennfahrer († 1990)
- 27. September: Ernst Baier, deutscher Eiskunstläufer († 2001)
- 27. September: Konrad Heidkamp, deutscher Fußballspieler († 1994)
- 27. September: Irja Lipasti, finnische Leichtathletin († 2000)
- 28. September: József Darányi, ungarischer Leichtathlet († 1990)
- 28. September: Max Schmeling, deutscher Schwergewichtsboxer († 2005)
- 29. September: Fidel LaBarba, US-amerikanischer Boxer († 1981)

### Oktober
- 04. Oktober: Günther Roll, deutscher Ruderer († 1990)
- 05. Oktober: Óscar Bonfiglio, mexikanischer Fußballtorhüter († 1987)
- 05. Oktober: Karl Gall, österreichischer Fußballspieler († 1943)
- 06. Oktober: Helen Wills Moody, US-amerikanische Tennisspielerin († 1998)
- 07. Oktober: Donald Robertson, britischer Leichtathlet († 1949)
- 10. Oktober: Armand Marcelle, französischer Ruderer († 1974)
- 13. Oktober: Einar Snitt, schwedischer Fußballspieler († 1973)
- 15. Oktober: Ivan Eklind, schwedischer Fußballschiedsrichter († 1981)
- 15. Oktober: Angelo Schiavio, italienischer Fußballspieler († 1990)
- 16. Oktober: Ernst Kuzorra, deutscher Fußballspieler († 1990)
- 16. Oktober: Hans Ziglarski, deutscher Boxer († 1975)
- 18. Oktober: Aladár Bitskey, ungarischer Schwimmer, Schwimmtrainer und Wasserballspieler († 1991)
- 20. Oktober: Armand Carlsen, norwegischer Eisschnellläufer und Radrennfahrer († 1969)
- 20. Oktober: Arnold Luhaäär, estnischer Gewichtheber, Kugelstoßer, Ringer und Leichtathlet († 1965)
- 20. Oktober: Muslihittin Peykoğlu, türkischer Fußballspieler und -funktionär († 1960)
- 22. Oktober: Manuel „Nolo“ Ferreira, argentinischer Fußballspieler († 1983)
- 23. Oktober: Gertrude Ederle, erste Frau, die den Ärmelkanal durchschwamm († 2003)
- 28. Oktober: Fernand Carez, belgischer Eishockeyspieler († unbekannt)
- 28. Oktober: Philip Daubenspeck, US-amerikanischer Wasserballspieler († 1951)
- 28. Oktober: Karl Hipfinger, österreichischer Gewichtheber († 1984)
- 30. Oktober: Johnny Miles, kanadischer Leichtathlet († 2003)
- 30. Oktober: Alice Stoffel, französische Schwimmerin († 1983)
- 31. Oktober: George Weightman-Smith, südafrikanischer Leichtathlet († 1972)

### November
- 01. November: Garnet Ault, kanadischer Schwimmer († 1993)
- 02. November: Earl Eastwood, kanadischer Ruderer († 1968)
- 02. November: Marian Suski, polnischer Fechter († 1993)
- 05. November: Louis Rosier, französischer Automobil- und Motorradrennfahrer († 1956)
- 08. November: Roberts Ozols, lettischer Radrennfahrer († 2002)
- 09. November: Alejandro Carbonell, chilenischer Fußballspieler († 1965)
- 12. November: Franz Ortner, österreichischer Eisschnellläufer († 1973)
- 14. November: Giordano Aldrighetti, italienischer Motorrad- und Automobilrennfahrer († 1939)
- 17. November: Antal Kocsis, ungarischer Boxer († 1994)
- 19. November: Max Amann, deutscher Schwimmer und Wasserballspieler († 1945)
- 19. November: Isaac Kashdan, US-amerikanischer Großmeister und Autor im Schach († 1985)
- 20. November: Friedl Rinder, deutsche Schachspielerin († 2001)
- 21. November: Elka de Levie, niederländische Turnerin († 1979)
- 22. November: Antonín Nič, tschechoslowakischer Ringer und Ringsporttrainer († unbekannt)
- 26. November: Mozes Jacobs, niederländischer Turner († 1943)
- 27. November: José Beltrão, portugiesischer Springreiter († 1948)
- 27. November: Gottfried Hürtgen, deutscher Radrennfahrer († unbekannt)
- 27. November: Carlheinz Neumann, deutscher Ruderer († 1983)
- 30. November: Eduard Bräsecke, deutscher Leichtathlet († 1989)

### Dezember
- 01. Dezember: Frederick Weber, US-amerikanischer Moderner Fünfkämpfer und Fechter († 1994)
- 01. Dezember: Alex Wilson, kanadischer Leichtathlet († 1994)
- 03. Dezember: Prudent De Bruyne, belgischer Radrennfahrer († unbekannt)
- 05. Dezember: Gérard Vuilleumier, Schweizer Skispringer und Radsportler († 1984)
- 06. Dezember: Fritz Bischoff, deutscher Regattasegler († unbekannt)
- 09. Dezember: Marvin Stalder, US-amerikanischer Ruderer († 1982)
- 11. Dezember: Ludwig Engels, deutscher Schachmeister († 1967)
- 11. Dezember: Willy Røgeberg, norwegischer Sportschütze († 1969)
- 14. Dezember: Arne Rustadstuen, norwegischer Skilangläufer und Nordischer Kombinierer († 1978)
- 16. Dezember: Hans Scherbart, deutscher Hockeyspieler († 1993)
- 17. Dezember: Gilbert Auvergne, französischer Leichtathlet und Fußballspieler († 1976)
- 18. Dezember: Howard Ford, britischer Leichtathlet († 1986)
- 18. Dezember: John Hanlon, britischer Leichtathlet († 1983)
- 19. Dezember: Giovanni Lurani, italienischer Automobildesigner, Journalist, Rennstallbesitzer, Motorsportfunktionär und Automobilrennfahrer († 1995)
- 22. Dezember: Pierre Levegh, französischer Automobilrennfahrer († 1955)
- 23. Dezember: Georg Euler, deutscher Fußballspieler († 1993)
- 24. Dezember: Hans Geiger, deutscher Fußballspieler († 1974)
- 24. Dezember: Imre Győrffy, ungarischer Radrennfahrer († 1980)
- 24. Dezember: George Marthins, indischer Hockeyspieler († 1989)
- 24. Dezember: Bertil Rönnmark, schwedischer Sportschütze († 1967)
- 26. Dezember: Donald Blessing, US-amerikanischer Steuermann im Rudern († 2000)
- 26. Dezember: Anfilogino Guarisi, brasilianisch-italienischer Fußballspieler († 1974)
- 26. Dezember: Mario Varglien, italienischer Fußballspieler und -trainer († 1978)
- 27. Dezember: Antonio Brivio, italienischer Automobilrennfahrer, Bobfahrer und Motorsportfunktionär († 1995)
- 28. Dezember: Fulvio Bernardini, italienischer Fußballspieler und -trainer († 1984)
- 29. Dezember: René Lemoine, französischer Fechter († 1995)
- 29. Dezember: Stanley Stanyar, kanadischer Ruderer († 1983)
- 30. Dezember: Stane Bervar, jugoslawischer Skilangläufer († 1987)
- 30. Dezember: Fritz Schaumburg, deutscher Leichtathlet († 1988)
- 31. Dezember: Laurence Bond, britischer Leichtathlet († 1943)

### Datum unbekannt
- Francisco Bonvehi, argentinischer Radrennfahrer († unbekannt)
- Cavit Cav, türkischer Radrennfahrer († 1982)
- Oldřich Červinka, tschechoslowakischer Radrennfahrer († unbekannt)
- Mehmet Çoban, türkischer Ringer († 1969)
- Ernst von Halle, deutscher Automobilrennfahrer († 1928)
- Werner Huth, deutscher Bob- und Motorradrennfahrer († unbekannt)
- Rodolfo Orlandini, argentinischer Fußballspieler und -trainer († 1990)
- Paul Piaget, Schweizer Ruderer († unbekannt)
- Mircea Sfetescu, rumänischer Rugbyspieler († unbekannt)
- Mario Tadini, italienischer Unternehmer und Automobilrennfahrer († 1983)

## Gestorben
- 01. Januar: Mabel Cahill, irische Tennisspielerin (* 1863)
- 06. Januar: George Van Cleaf, US-amerikanischer Schwimmer und Wasserballspieler (* 1879)
- 25. Februar: William Martin, französischer Segler (* 1828)
- 27. Juni: Harold Mahony, britischer Tennisspieler (* 1867)
- 10. Juli: Georges Nagelmackers, belgischer Reiter (* 1845)
- 06. September: Morris Bates, englischer Fußballspieler (* 1864)
- 11. September: Arnous de Rivière, französischer Schachspieler (* 1830)
- 18. September: Willy Schmitter, deutscher Radrennfahrer (* 1884)
- 29. Oktober: Étienne Desmarteau, kanadischer Leichtathlet (* 1873)